# هنری هارت میلمن

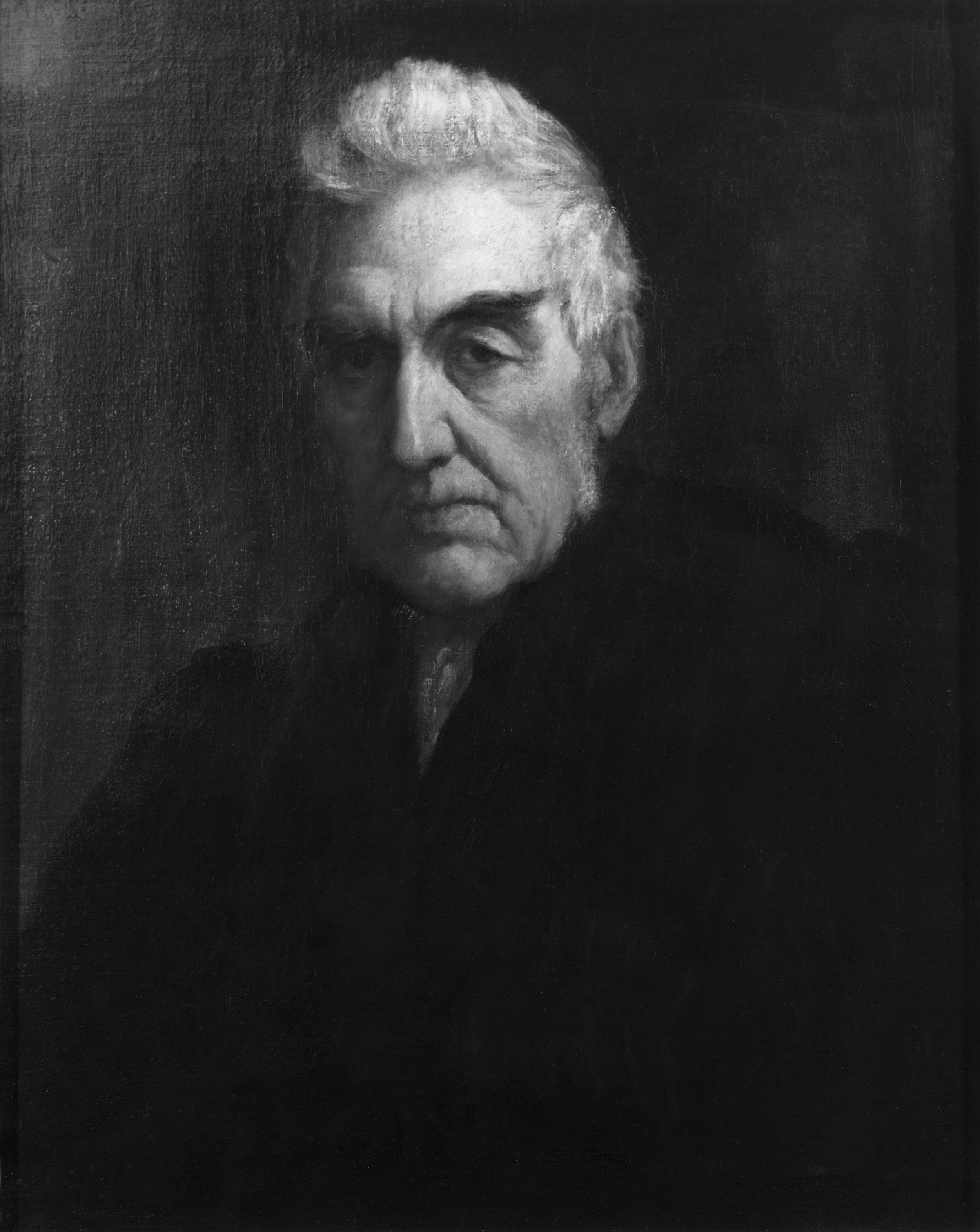
هارت میلمن، اثر جرج فردریک واتس، حدود ۱۸۶۳م.

هنری هارت میلمن (۱۰ فوریهٔ ۱۷۹۱–۲۴ سپتامبر ۱۸۶۸) تاریخ‌دان و کشیش انگلیسی بود.
وی در لندن زاده شد. پدرش سر فرانسیس میلمن پزشک جرج سوم بود. او در دانشگاه آیتون تحصیل کرد.
میلمن در کلیسای جامع سنت پل دفن شد.

## آثار
در ۱۸۲۹ کتاب تاریخ یهودیان را منتشر کرد. از آثار معروف وی تاریخ مسیحیت لاتین (۱۸۵۵) است. در ۱۸۹۳ انحطاط و سقوط امپراطوری روم اثر ادوارد گیبون را ویرایش کرد و سال بعد کتاب زندگی گیبون را نوشت.